# Podgaj (województwo świętokrzyskie)
Podgaj – kolonia w Polsce, położona w województwie świętokrzyskim, w powiecie jędrzejowskim, w gminie Słupia.
W latach 1975–1998 miejscowość administracyjnie należała do województwa kieleckiego.